# داميان مارتينيز (لاعب كرة قدم)
داميان مارتينيز (بالإسبانية: Damián Martínez)‏ هو لاعب كرة قدم أرجنتيني في مركز الدفاع، ولد في 31 يناير 1990 في بوينس آيرس في الأرجنتين. لعب مع نادي أتليتيكو ألدوسيفي.

## وصلات خارجية
- داميان مارتينيز على موقع قاعدة بيانات كرة القدم.إي يو (الإنجليزية)
- داميان مارتينيز على موقع Soccerway.com (الإنجليزية)
- داميان مارتينيز على موقع عالم كرة القدم.نت (الإنجليزية)